# Numantiska kriget
Numantiska kriget kallas kriget mellan numantierna och romarna i nuvarande Spanien. Kriget startade 137 f.Kr. med framgångar för Numantia men slutade med romersk seger år 133 f.Kr. efter belägringen av Numantia.